# 在異世界獲得超強能力的我，在現實世界照樣無敵～等級提升改變人生命運～
《在異世界獲得超強能力的我，在現實世界照樣無敵～等級提升改變人生命運～》（簡稱「異世升級」、「異世升級，現實無敵」）是日本作家美紅創作的輕小說系列，由2017年3月25日起在Kakuyomu連載，2018年12月20日起經富士見Fantasia文庫發行實體書，桑島黎音擔綱插圖。故事講述少年天上優夜往返異世界與地球之間延伸的經歷，及其在過程中產生的轉變。改編漫畫由港川一臣擔任作畫，2019年12月起於網路周刊《電擊Comic Regulus》開始連載。。
改編電視動畫由Millepensee製作，於2023年4月6日播出；網絡則提早三天，於4月3日至6月28日播放。第13集（最終回）由於製作相關因素，播出時間由6月26日深夜改為6月28日深夜。
改編漫畫在2024「BookLive!讀者票選」的「讀者票選推薦最佳100部異世界漫畫」的排行榜中，位居少年漫畫·青年漫畫的第31名。

## 故事概要
天上優夜是個際遇慘淡的少年，因為身型肥胖，備受包含父母弟妹與學校師生在內的人們排斥欺凌，唯有祖父願意重視和支持他，但在升上初中、祖父過身後，遭受欺凌的情況愈加變本加厲。直至某天優夜在住宅發現祖父生前蒐藏異世界物品的房間，透過該房間的門扉抵達異世界和獲得賢者故居的擁有權，在探索異世界與提升能力、往返兩個世界的過程中，察覺自己的外型與能力產生了驚天的變化，同時受惠於異世界獲得的經驗、能力、物品、人際關係等事物，得以改善原本拮据慘淡的生活，陸續在兩個世界結識貴人與朋友。
優夜將異世界與地球習得的事物同步運用兩個世界，從原本就讀的高校轉學進入知名學園「王星學園」，與此同時，他在兩個世界所獲得的轉變，也讓他被捲入了接連的鬥爭事件之中。

## 登場人物
角色譯名皆以東立出版社的繁體中文版為準。

### 主要角色
天上優夜（聲：松岡禎丞、小鹿奈緒（幼少期））
本作男主角。故事開始時是身形肥胖的初中三年級學生。個性缺乏自信，但為人善良，願意替他人著想。祖先是平安時代的妖術師天上空夜，已知家人有祖父夜之助、已故的祖母、父母，還有一對龍鳳胎弟妹陽太與空。原本作為家族的長子受疼愛，但在身形不受控的變胖、外型較標緻的弟妹出生後，飽受祖父除外的家人冷落虐待，連在學校與在外行動時也經常遭受排擠欺負。十分敬愛對他照顧有加的祖父，同時因為祖父過世前的安排，得以繼承祖父的房子與資產，但被父母放棄養育，獨居在祖父遺留的房子生活，憑藉打工維持生計。
故事初期遭受荒木武為首的不良少年校園欺凌，不但身心受創，還丟了兼差，為了替被惡漢騷擾的寶城佳織解危而被毆打成傷。在失意時利用初中畢業至升上高中前的假日整理居家環境，意外在祖父生前蒐集異世界戰利品的房間裡，發現通往異世界的門扉與該世界原為賢者傑諾維斯擁有的特殊小屋，展開往返異世界與地球的生活。經過在異世界空間的探索生活與訓練升級，外型由原本的肥胖模樣變成身材高挺的美少年，不僅能力與技能大幅提升，能將兩個世界習得的技能交互運用於生活和戰鬥之中，透過在異世界狩獵採集的物件賺取高額財富和改善生活品質，還陸續結識對他伸出援手的貴人和朋友，轉進王星學園高中部求學，同時隨著劇情進展逐漸變得積極勇敢。主要慣用武器是「全劍」和「絕槍」。在接觸傑諾維斯的魔法書籍時，繼承後者原有的「魔力回路」而獲得施展魔法的能力，能使出水、火、風、空間等屬性魔法。拜兔子、伊莉絲為師學習腳法與劍術。為了遏止脫離尤蒂身軀的「邪」力量附身他人，志願作為「邪」的宿身壓制祂，被異世界星球意識亞珥潔娜賜福而擺脫受「邪」控制的危險，學會同時使用「聖」和「邪」的力量。天界修行期間與同行夥伴們領悟「觀測者」的特殊能力「神威」。經過祖先空夜的指導，已經能運用「妖力」作戰。
學業方面不擅長英文、數學、物理，但在穿越異世界時獲得技能「語言理解」後英文程度大有進步，與佳織相互輔導改善較不擅長的科目成績，也很會踢足球。因為長期過著獨居生活的影響，不諳時尚但會製作家常菜，其廚藝獲得師長和朋友們的稱譽。擅長直笛與口風琴，以亮提議在學園祭舉辦樂團表演為機緣，加入樂團學習吉他與歌唱，於學園祭時擔任樂團的主唱兼吉他手。
後從一千年後的未來穿越到現代的後代和夜口中得知，本人後來和包括與蕾克希雅、艾露璐等女性結婚。
寶城佳織（聲：鬼頭明里）
本作女主角之一。王星學園理事長寶城司的長女，同時也是王星學園學生會幹部，是優夜最先認識的王星學園相關人員。特徵是清純的外貌和蓄著深色長髮，為人溫和有禮，正直富原則，擁有精密的情報蒐集能力和行動力。喜歡甜食。學習認真且成績優秀，但不擅英文、古典文學、體育，與優夜相互輔導課業後有所進步。由於出身背景與父親忙於事業的影響，被一般人特意保持距離，鮮有和異性親密互動的經驗。家庭雇有女性執事（聲：小松奈生子），母親佳彌與妹妹佳澄在海外生活。
故事初期在便利商店附近遭遇惡漢騷擾，因為優夜及時出面制止脫險（但是優夜也被惡漢毆打成傷），以至於父女倆為了報答優夜的恩情，對其進行身家調查和出手介入懲處參與欺凌優夜的人士。認出外型轉變後的優夜，邀請他進入王星學園求學，隨劇情進展對優夜產生淡淡的爱恋。小說第四卷因為和優夜相約在家修習課業而發現後者接觸異世界的秘密，趁機向他告白，成為最先理解優夜往返兩個世界的生活的地球人，提醒優夜有關異世界事物在地球曝光的危險性，同時獲得其幫助提升自己的能力。小說第五卷首度跟著優夜參與異世界的冒險。是陸續促成優夜認識的女性前往王星學園就讀的關鍵角色。
為本作延伸外傳作品《宝城佳織伝》的女主角。
蕾克希雅·馮·亞爾塞里亞（聲：前田佳織里）
本作女主角之一。優夜在異世界認識的第一位女性。亞爾塞里亞王國的第一公主，為亞爾塞里亞王國的國王與高等精靈奴隸出身的妾室相戀所生的混血兒。特徵是金色的長髮與綠色雙眼，因為高等精靈血統的影響，擁有出眾的外型和魔力資質。個性自由奔放，但是容易被人套話或主動洩漏秘密，也時常做出衝動的行為牽連旁人。料理手藝極差。
母親早逝，在父親的照顧下成長，但因為自身的魔力過於強大，在魔力失控時誤傷大王子雷根，不僅遭雷根的王妃母亲与大王子派阀的贵族疏远，還在國王未察覺的時候飽受欺負。在逃避追殺者和遭遇哥布林将军時獲得優夜解危，以此機緣開始留意對方，甚至主動向他求婚，讓優夜為之驚愕。成功「說服」父王埃諾後前往地球的王星學園留學，由於年齡較小而被安排就讀王星學園的初中部﹙尤蒂所屬的班級﹚。穿越到地球時獲得技能「語言理解」。
後從一千年後的未來穿越到現代的後代和夜口中得知，未來會與優夜結婚，是優夜的其中一名妻子。
為本作延伸外傳作品《Girls' Side》的女主角。
御堂美羽（聲：千本木彩花）
本作女主角之一。「星經紀公司」所屬的知名模特兒。出身於富裕家庭，為人細心體貼且脾氣好，但因為不認同父親以利益為優先考量與過度干涉的行事作風，拒絕接受父親讓她在家族事業任職的安排，選擇投身演藝界。在大型商場準備進行商業攝影工作時偶遇已變成美男子的優夜，邀請他協助拍攝工作需要的照片，還獲得優夜協助制伏長期跟蹤騷擾的慣犯兼前模特翔，與經紀公司的相關人員對其留下深刻印象。因為她和優夜在進行攝影工作期間的合影照片被刊登於時尚雜誌封面，成為優夜出名的契機。小說第七卷因為被父親要求相親感到苦惱，跟著優夜參與夏日祭典期間，趁機向他表白，為了應對父親，懇求優夜假扮男友出席相親。
路娜（聲：加隈亞衣）
前黑暗公會的頭號殺手「獵頭者」，特徵是銀色的長髮（動畫版為紫色）。擅用武器和技巧為絲線、短刀、格鬥術。孤兒出身，原本在街頭過著顛沛流離的生活，被黑暗公會成員收留為徒學習暗殺術，但由於師父違背黑暗公會的禁令，被組織命令親自處決師父。受雇暗殺蕾克希雅，在「大魔境」行動期間遭遇高等哥布林圍攻時獲得優夜與奈特解危，與後兩者展開為期幾天的修行，對優夜產生好感。在暗殺蕾克希雅的任務失敗後成為她的護衛，與蕾克希雅成為主僕兼情感競爭關係，時常負責制止蕾克希雅作出不明智的舉動。後被逼陪同蕾克希雅前往地球的王星學園留學，由於與優夜同年而被安排就讀王星學園的高中部﹙優夜所屬的班級﹚。穿越到地球時獲得技能「語言理解」。
尤蒂（聲：日高里菜）
「弓聖」的弟子，特徵是白色長髮和灰色的雙眼（發動「邪」的力量時為紅色）。專用武器為銀弓，擁有精準的弓術水準和一定程度的預知能力。過去由於積極保護人類的師父被「邪」煽動的人類殺害，一度憎恨人類，為了復仇而取得「邪」的力量，更接受雷根王子的委託參與刺殺亞爾塞里亞王國國王與公主的計劃。刺殺行動失敗後試圖將雷根滅口，被優夜和兔子擊退。再度和優夜、兔子交手但不敵敗北，被兔子告知師父遇害實為「邪」煽動人類的真相，由兔子委託優夜負責照顧她。現時寄住於優夜在地球的住宅，經由優夜和佳織向學校理事長寶城司說明原委，被安排就讀王星學園的初中部，透過優夜和佳織指導學習地球的相關知識，同時因為優夜等人的影響消弭原本的負面情感，讓體內的「邪」力量脫離身軀兼鎮壓於優夜的體內。由於穿越到地球時獲得技能「語言理解」，因此在語文系科目上表現出色，相反不擅長語文系和體育以外的科目。
「小黑」
「邪」之力碎片，擁有自我意識，因為自身特質的影響，接觸「聖」的力量會遭受傷害。原本被「邪」陣營植入尤蒂的身體作為實驗，但由於尤蒂被優夜等人的影響消弭原本的負面情感，轉而離開尤蒂的身體尋找新的宿主，被志願以自身為容器的優夜鎮壓在身體裡，受制於後者的純淨心靈。在優夜為了對抗重傷兔子的吉爾伯特出現憤怒情感時，一度獲得能夠佔據優夜意識的機會，出借力量幫助優夜戰勝吉爾伯特，讓兔子決定訓練優夜掌握「邪」的力量，被優夜以方便溝通為由命名。隨著與優夜等人的互動，開始指導優夜運用「邪」力量的技巧，與優夜培育出默契。因為優夜獲得異世界星球意識亞珥潔娜的賜福而提升實力。
伊莉絲·諾布雷德
現任「劍聖」，前代「劍聖」的徒弟。傳授優夜劍術技巧的師父。特徵是桃粉色的頭髮和粉色鳳眼，年齡在25歲之下，擅長家務和按摩。與同為「聖」的兔子關係良好。上流贵族诺布雷德公爵家出身，原有意在騎士學校求學，但由於父親反對被安排至阿爾塔米亞女學院學習禮儀修養。在學期間透過防身課程與自我鍛鍊精進劍術，以優異成績畢業和練就超越導師的實力，獲得曾為S級冒險者魔女的校長推薦拜前代「劍聖」為師，繼承師父的稱號，同時受女校的學習環境影響，開始接觸女性感興趣的事物，還讓同期的千金友人們學會防身技巧。
由於自己將超過適婚年齡仍未有戀愛經驗感到苦惱，後來在雷伽魯國建國百年慶典的御前武鬥賽與優夜短暫交手，對他的實力留下深刻印象和產生好感，偕同優夜等人對抗「邪」之一的骷瓦羅，為了親近優夜主動將他收為徒弟。阿梅爾星人與多拉貢星人的戰爭落幕後，與兔子、歐帝斯成為教學相長的關係。少數反對修「由聖管理全人類」的理念的聖。
艾露璐
高等外星文明「阿梅爾星」的總理瑪祿盧之女。特徵是藍色的長髮與藍色的雙眼，頭髮擁有儲蓄魔力的作用，能使用隨身的高科技裝置進行偵查、修復、戰鬥、消除記憶和操控訊息等功能。因為宇宙常處於戰爭狀態、星球持有的天體殲滅兵器設計圖於一萬年前被祖先拋入宇宙某處後失蹤，在尋找兵器設計圖的過程中注意到優夜的存在，加著歐瑪把玩並灌輸魔力至天體殲滅兵器設計圖，察覺設計圖的蹤跡，為了尋回對抗多拉貢帝國的兵器設計圖而來到地球。由於搭乘的飛船受損，為了修復和取得飛行能源，跟著優夜等人踏進異世界採集星球核心週圍的結晶體，懇求優夜等人協助對抗多拉貢帝國。在多拉貢帝國戰敗後，為了獲得優夜的遺傳因子而前往地球，利用修改情報的技術申請在王星學園留學。
後從一千年後的未來穿越到現代的後代和夜口中得知，未來會與優夜結婚，是優夜的其中一名妻子。

### 優夜的眷屬
奈特（聲：東山奈央）
小說第二卷初登場。優夜第一個馴服的神獸。外型是小型黑狼，種族為「黑芬里爾」。個性機敏，深受優夜的女性友人們歡迎。因為父母雙亡，獨自在「大魔境」遭遇半獸人王襲擊重傷，獲得優夜解危救治而成為他的眷屬。優夜從其如夜晚般漆黑的毛色獲得靈感，給牠取名為與英語「夜晚（Night）」同音的「奈特」。主要能力為近身戰，在夜晚或常處於黑暗環境時可化身成年體，受優夜影響能夠結合魔法作戰。
阿卡茲基（聲：井口裕香）
小說第三卷初登場。優夜第二個馴服的神獸。外型是有著紅色毛皮與黑色雙眼的小豬，種族為「孟槐」。個性平和。在優夜與奈特停留森林湖畔泡澡時，加入兩者共浴的行列而成為優夜的眷屬。優夜從其如同黎明前的毛色和眼睛獲得靈感，給牠取名為與日文「黎明」（暁（あかつき））同音的「阿卡茲基」（Akatsuki）。擁有對抗「邪」的力量，主要能力為施展兼具治癒和淨化作用的結界，受優夜影響能夠結合魔法作戰。
歐瑪
小說第五卷初登場。優夜第三個馴服的神獸。種族為「創世龍」。外型是擁有紫、黑、朱紅三色鱗片的巨龍。個性我行我素。自創世以來便存在於異世界，與已故賢者傑諾維斯是熟交。沉睡數千年後因為被「聖」與「邪」的氣息干擾而甦醒，為了攝食魔物在溪谷地區引起混亂，促使歐文委託優夜、佳織、奈特、阿卡茲基前往當地調查。後來被優夜等人烹煮的咖哩氣味吸引現身，服用優夜給予的藥丸獲得自由變化身型大小的能力，大快朵頤後對優夜等人及地球相關的事物產生興趣，提出讓牠體會有趣的事物的條件，加著埃諾授權優夜處置牠而成為優夜的眷屬。優夜從其如同逢魔時刻天色的鱗片色澤獲得靈感，給牠取名為與日文「逢魔時刻」（逢魔時（おうまがとき））前段發音相同的「歐瑪」。經常指導優夜進行作戰訓練，能使用「神威」。原本是司掌「邪」一方的「創世龍」，而與自己相對原本司掌「聖」的「創世龍」成為了虛神的先鋒變成了虛龍，虛龍被邪教徒轉移到過去的優夜消滅後其存在也被消除，自此成為異世界唯一的「創世龍」。
希爾
小說第七卷初登場。優夜第四個馴服的神獸。種族為「鸞」。外型是擁有青藍羽色的鳥。個性溫馴。傳說中每當有足以成為「世界之王」的人選現身時，該種族將會引領該對象，罕見程度連歐瑪亦形容為「舉世無雙的稀有生物」。亞貝斯襲擊雷伽魯國的事件中，因為優夜發現食人魔和哥布林的帝王種正在搶奪包覆著牠的蛋，擊敗食人魔和哥布林的帝王種取得該蛋後，經由歐瑪建議灌輸魔力使其孵化，成為優夜的眷屬。優夜從其如同晴天的羽色獲得靈感，給牠取名為與法文「天空」（Ciel）同音的「希爾」。擁有對抗「邪」的力量，可藉由復原重生提升自己的能力，也能讓指定對象復活。
冥子
小說第十二卷初登場。優夜的第五名眷屬，也是第一名人型的眷屬。原本是囚禁於冥界的大罪人們的惡意孕育而成的存在。
史黛拉
小說第十四卷初登場。優夜的第六名眷屬。種族為「超次元貓」。誕生於世界之間的生物。擁有吸收「神力」的能力。
曇
小說第十六卷初登場。優夜的第七名眷屬。種族為「貝西摩斯」。

### 地球

#### 天上家
天上夜之助
優夜的祖父，是優夜少數重視敬愛的血親。生前疼愛且經常勉勵優夜，熱愛旅行與蒐集稀奇物品。妻子（優夜的祖母）早逝。過去和從異世界穿越時空抵達地球的賢者傑諾維斯成為朋友，經由後者傳授習得運用夢境讓精神體遊歷異世界星球的魔法。由於顧及優夜的父母會掠奪財產，事先採取一系列措施保住優夜繼承財產的權利。過身後因為優夜在清掃住宅期間，發現其擺放生前蒐藏物品的房間，成為優夜接觸異世界的開端。
天上空夜
優夜的祖先，平安時代最強的妖術師。因為儲蓄大量的「妖力」在身體裡的影響，導致身型肥胖且難以瘦身，體質和「妖力」更隔代遺傳給優夜。擁有敏銳的洞察能力，喜歡現代的甜食。因為優夜於祖父擺放生前蒐藏物品的房間無意間發現一捆捲軸，將其打開而被優夜召喚至現代地球，一眼認出優夜是自己的後裔，對其遭多數家人冷落虐待的遭遇深感同情，向他說明其體質的影響與「妖力」的相關原理。後來指導優夜使用「妖力」。
天上和夜
優夜的後代，來自千年後的未來。相貌與進化後的優夜相似。
天上陽太（聲：榊原優希）、天上空（聲：大野柚布子）
優夜小一歲的弟妹，遺傳到父母外型的龍鳳胎。課業、體育、社團表現出色，但為人高傲且欠缺同理心，經常欺負優夜與其他同學，與父母同樣瞧不起祖父。因為獲知優夜外型的轉變，不但出言嘲諷和否定優夜的努力，甚至還在佳織邀請優夜進入王星學園時，試圖杯葛優夜和要求佳織讓他們入學，但被佳織及後者的管家當眾揭發兩者的欺凌事蹟而未能如願。在要求「紅獸」帶走佳織與威脅優夜的報復事件中，因為失敗加上懷疑「紅獸」的辦事能力，因而兩人被「紅獸」老大反過來威脅，尤其是陽太，還因此險些遭「紅獸」老大給勒死，獲得優夜解危脫險而反思自身作為，被警方帶回偵訊。事後優夜補述儘管仍未原諒兩者的作為，但是出於是家人的份上，而幫忙陽太與空，至於陽太與空雖然因為佳織在該事件佔據部分責任、王星學園理事長兼佳織的父親寶城司介入斡旋，免於被退學和登上媒體報導的後果，但該事仍會在兩者的成績評量與申請入學方面造成負面影響。
優夜的父母
為人自私的夫妻，是最先帶頭欺凌優夜的始作俑者。因為優夜的外型走樣，轉而將注意力投注在陽太與空的身上，偕同陽太與空排擠虐待優夜。後由於試圖掠奪優夜的祖父夜之助的遺產，但未能如願，轉而拋棄優夜。

#### 王星學園
優夜轉學後就讀的學校，因為許多精英人士出身該校、教學活動資源和設施豐富而聞名。招生優先條件為人品表現，校風開明自由，尊重學生自主和個體天賦。學生分為高中部和初中部，也有個別獨立的特定專修科目班級。

##### 教職員
寶城司（聲：鳥海浩輔）
王星學園的理事長，佳織與佳澄的父親。為人正派且談吐有禮，認為天才是指面对事情的时候，可以比其他人在更短的时间内找到正确答案，或是正确的努力方式的人。因為獲知優夜替佳織解危的事蹟，為了報答優夜的恩情，全權資助後者學費和邀請他進入王星學園求學，同時勉勵優夜勇於挑戰新事物和尋找天賦，被優夜視為恩人相待。隨劇情進展陸續接納與優夜接觸的人士進入校園求學。
澤田理惠（聲：沼倉愛美）
王星學園高中部的教師，優夜的班主任。外型給人懶散的印象，其實是科學界的權威。時常以活動成效關係到自己獎金為由，要求學生全力以赴，醉酒後會吐露真心話。由於父親是海之家的店主，所以也會在暑假期間到店裡幫忙。學生時期專注於學業，加上不擅家事與邋遢的生活習慣，導致迄今仍未有戀愛經驗。因為教学时經常用漫画或是电玩進行比喻，加上教學淺顯易懂與富親和力而獲得好評。在學校舉辦露營求生活動期間，品嚐優夜的料理為之驚艷，藉著酒意脫口詢問優夜是否願意娶她而引發騷動，險遭山林出沒的熊攻擊時獲得優夜解危。
柳
王星學園初中部的教師，尤蒂的班主任，同時是弓道部的顧問老師。個性溫厚，幫助尤蒂適應學校生活，對於尤蒂的體能和弓箭技術感到驚訝。
黃泉川（聲：能登麻美子）
王星學園的女性校醫，外型與言談給人陰森的印象，因為其駐職的保健室常傳出慘叫聲，導致學生們不敢主動向她求助。
大岩（聲：稻田徹）
王星學園高中部的體育教師。

##### 高中部
風間楓（聲：竹達彩奈）
王星學園高中部的女學生，優夜的同班同學兼朋友。田徑部社員。特徵是紅色的頭髮與雙眼，擁有豐滿的上圍。個性活潑開朗，害怕超自然事物，對優夜抱有好感。學習成績不佳。
冰堂雪音（聲：石上靜香）
王星學園高中部的女學生，優夜的同班同學兼朋友，特徵是淺藍短髮與細長的雙眼，看似冷酷實則細心溫柔。在優夜體驗入學的首日借他課本幫助學習，喜歡調查各式各樣的怪異現象。原本沒有所屬社團，後來加入面臨廢社的超自然研究部。因為用找來的文獻進行召喚惡魔的實驗，意外召喚出並被「邪獸」附身，在優夜等人待在佳織家裡的海邊別墅度假期間，提出舉辦試膽大會造訪附近地區的神社，促成優夜等人和巫女神樂坂舞相遇，獲得神樂坂舞協助驅離「邪獸」。
神崎凜（聲：中原麻衣）
王星學園高中部的女學生，優夜的同班同學兼朋友。特徵是長髮與隱約流露剽悍氣質的臉孔，還有修長的身材。經常吐槽晶的發言和幫助楓複習課業。在學校舉辦露營活動時被分配和優夜、楓、晶同組，陪同優夜、楓、亮、慎吾、佳織在百貨公司逛街遊玩，卻和同行的女生們在百貨公司遊樂場區遭遇火災，獲得優夜解危而脫險。
五十嵐亮（聲：岡本信彥）
王星學園高中部的男學生，優夜的同班同學兼朋友，特徵是染成褐色的短髮，被優夜形容為帥氣且個性爽朗的少年。擅長運動，原本是學校裡的體育班學生，但因為希望體會其他事物，選擇轉至普通班求學，是校內多個運動系社團的強力外援。與優夜、慎吾交情甚篤。在籌備學園祭期間向優夜、慎吾提出組成樂團登台演出的建議，憑自習與樂團演練學會電貝斯，擔任樂團貝斯手。
倉田慎吾（聲：村瀨步）
王星學園高中部的男學生，優夜的同班同學兼朋友。遊戲部社員。特徵是配戴眼鏡，流露文弱氣質的少年。個性溫柔，不擅運動，但擅長電玩，同時會製作與推銷遊戲，與同樣喜歡動漫畫的亮、優夜交情匪淺。後來因為亮提出組成樂團登台演出的建議，為了準備在學園祭登台演出，憑自習與樂團演練學會電子琴，擔任樂團鍵盤手。
一之瀨晶（聲：福山潤）
王星學園高中部的男學生，優夜的同班同學兼朋友。相貌俊美的金髮少年，自稱「王星學園的貴公子」。思維奇特但為人友善，即便面對不擅長的事物仍抱持著信心，被優夜形容是個風格強烈的好人。學習成績不佳。後來在籌備學園祭期間毛遂自薦加入優夜、亮、慎吾組成的樂團，憑自習與樂團演練學會爵士鼓，擔任樂團鼓手。
影野统
王星學園高中部的學生，優夜的同班同學兼學級委員。留著齊瀏海短髮的斯文少年，個性沉著聰明，待人友善，同時有著熱衷大型活動的一面。在球技比賽期間擔任司儀。
喜多樂總
王星學園高中部的學生會會長，大型企業喜樂多集團的少爺。
貓田夢
王星學園高中部的學生會幹部。
犬養遊
王星學園高中部的學生會幹部。

##### 初中部
晴奈
王星學園初中部的學生，尤蒂的同班同學。擅長運動的少女。對於尤蒂和優夜同住感到吃驚。
夏希
王星學園初中部的學生，尤蒂的同班同學兼籃球部成員。對於尤蒂和優夜同住感到吃驚。

#### 星經紀公司
日本知名的演藝經紀公司，旗下匯集了大量人氣一流的藝人。
社長（聲：鯨）
「星經紀公司」的女性社長，為人精明幹練，強勢果決，擁有敏銳的商業眼光。因為美羽與優夜在商業攝影的合作事件，對優夜抱持濃厚興趣。在見識黑澤邀請優夜被婉拒後，提出製作以王星學園球技大會為主題的特輯，爭取入校採訪報導兼讓優夜登上雜誌封面的機會。
光（聲：松風雅也）
「星經紀公司」所屬的資深攝影師，有著敏銳的時尚品味，和美羽交情深厚。平常習慣用陰柔的語氣說話，但在認真嚴肅的時候則會判若兩人。在大型商場準備協助美羽進行商業攝影時，委託優夜擔任臨時人員協助現場事務，拍下優夜與美羽在工作期間的合影照片，還用智慧手機（漫畫版則是使用平板電腦錄影）錄下時任模特翔騷擾美羽、被優夜制伏的經過，特地準備一袋衣物給優夜作為謝禮。事後將兩者的合影照刊登在時尚雜誌的封面，大幅提高雜誌的銷售量，還讓優夜一夕成名。
黑澤（聲：興津和幸）
「星經紀公司」所屬的男性員工，因為先前美羽與優夜在商業攝影的合作事件留給公司深刻印象，受社長指派邀請優夜加入演藝圈但被婉拒，對於社長的強勢作風感到無奈。
歌森奏
「星經紀公司」所屬的知名女性偶像歌手。在王星學園和日帝學園的學園祭對決時在王星學園登台演出。
翔（聲：堀金蒼平）
前模特兒，名字於動畫版提及。曾學過拳擊。個性陰險狡猾、好色惡劣、狂妄暴力、自我中心，曾經長期跟蹤騷擾美羽。原本是預定與美羽拍攝廣告的對象，在優夜與美羽拍攝完廣告後才姍姍來遲到達拍攝現場，之後騷擾美羽並企圖毆打優夜卻反被對方擊倒，事後其惡行被光記錄存證，前途盡毀。

#### 暴走族「紅獸」
荒木武（聲：堀井茶渡）
初中時期和優夜同校，多度欺凌優夜的不良少年。性格暴躁、兇狠好戰，暴走族「紅獸」的成員。高中時再度與優夜同校，因為對於優夜判若兩人的外型轉變感到吃驚，一度未再找他麻煩。優夜轉至王星學園後，受陽太與空的委託與「紅獸」成員們闖入王星學園，想把他打回原本的肥胖模樣，最後隨著優夜出面制伏集團所有成員而以失敗告終，也因而跟著被所屬高中退學兼遣送至少年感化院
紅獸老大（聲：柳田淳一）
本名不詳。暴走族「紅獸」的首領。受陽太與空的委託與「紅獸」成員們闖入王星學園，性格暴躁、兇狠好戰、狂妄自大，試圖對優夜和佳織不利，但由於優夜出面制伏集團所有成員而以失敗告終，並對於陽太與空的計畫和頤指氣使的態度感到不滿，尤其是陽太，還因此險些將陽太勒死，更把空踢飛，及時被優夜制止。事後「紅獸」集團成員們全部都被所屬高中退學兼遣送至少年感化院。

#### 其他地球人
澤田銀二
澤田理惠的父親。在佳織家族的海邊別墅附近經營海之家。外型與個性給人豪邁的印象。其製作的炒麵深受優夜等人的好評，但由於所處位置較為偏遠、店裡提供的商品項目較少導致生意欠佳。優夜等人前往佳織家裡的海邊別墅渡假期間，因為澤田理惠巧遇優夜等人、提議讓優夜等人擔任臨時員工協助店裡事務，讓店裡的營業額超過往常的績效記錄，出面制止騷擾佳織的男性顧客。後來由於優夜、佳織、奈特和阿卡茲基再訪該地區海灘期間，意外發掘出藏於海灘地下的溫泉，讓當地成為新崛起的觀光景點。
神樂坂舞
神社的巫女。留著梳成雙馬尾髮型的齊瀏海長髮，和優夜同齡。所屬神社鄰近佳織家族的海邊別墅。個性凜然，無法置陷入麻煩的人們於不顧。擁有能夠感知與驅除邪惡存在的強大靈力，使用符咒做為攻擊手段。在試膽大會事件裡幫助雪音驅除附身的「邪獸」，十分在意擁有「邪」力量的優夜。後被雷伽魯國的國王歐爾吉斯召喚到異世界，成為該國聖女，在亞貝斯襲擊雷伽魯國事件再遇優夜，理解後者接觸異世界的始末，在優夜的幫助下能自由往返日本和異世界。因為向蕾克希雅、路娜、伊莉絲、兔子透露自己與優夜同為地球人的身份，間接促成一行人支援和多拉貢星人交戰的優夜等人。此後成為優夜等人的夥伴。
寶城佳彌
佳織和的佳澄的母親，寶城司的妻子。與小女兒佳澄住在海外。
寶城佳澄
佳織的妹妹，寶城司和佳彌的次女。外型和佳織相像，蓄著翹尾短髮，個性和母親同樣倔強。因為母親的工作影響，隨同母親住在海外地區，和父親、姊姊聚少離多。趁著暑假空檔搭機返回日本探視家人，但在乘機期間遭遇以寶城集團為目標的劫機犯脅持，在優夜、歐瑪、艾露璐的幫助下化險為夷。在暑假結束離開日本前察覺姊姊對優夜的好感。
御堂秀幸
美羽的父親，是大型電器企業「御堂集團」的社長。為人利益至上，反對美羽從事演藝界的職業，積極為她安排相親對象。起先瞧不起優夜，但在山野悠馬邀請一行人參觀海外賭場時，見識悠馬的真面目與優夜的實力，事後為自己長期忽視美羽的心情與識人不清致歉，認可優夜與美羽交往的資格。
山野悠馬
秀幸為美羽安排的相親對象，二十五歲。表面上是一名年輕有為的賭場社長，實際上卻是黑社會的成員。企圖借與美羽相親一事奪取御堂家的資產，邀請優夜、美羽、秀幸參觀旗下的海外賭場，準備對一行人不利，卻因為優夜的介入而失敗。事後被當地警察逮捕歸案，優夜也在他的賭場贏得五億日圓的鉅款。
神山美麗
日帝學園的學生會會長，神山集團的千金，雇有執事白井。企圖把優夜從王星學園挖角到日帝學園，結果卻在與佳織訂下的賭局中敗北。

### 異世界

#### 聖
在各自領域達成極致，被異世界星球遴選為保護人們不受「邪」危害的族群，可透過異世界星球遴選或由時任「聖」者傳承給繼承者。在對抗「邪」的時候能力會有所提升，弱點是對抗非「邪」對象、同為「聖」者或僅有部分「邪」力量者時能力會減半。
傑諾維斯（聲：置鮎龍太郎）
本作關鍵角色，異世界傳說中的「賢者」，歷史上唯一擁有過所有「聖」稱號的人，同時是優夜在異世界的「大魔境」區域居住的房屋的原主人。和優夜的祖父夜之助為舊識。已故。擁有白色的頭髮和藍色的雙眼，青年時期的外型和氣質被優夜評為超凡脫俗的存在。個性富好奇心，但不擅交際。
普通農家出身，自幼便展現異於常人的天賦，精通各項技藝，獲得雙親支持進入魔法學校求學，在魔法開發領域有著舉足輕重的影響。在某次魔法實驗失敗的過程意外藉由穿越時空抵達地球，受夜之助的影響對地球產生興趣，為了再訪該地研發出究極魔法，親自指導夜之助運用夢境以精神體狀態遊歷星球，更開發出亞珥潔娜無法保管、能夠在契約者陷入危險時召喚「傳說巨人」作戰的「契約手環」封印於外星區域。雖然在生前便抵達神的境界，甚至曾擊敗過身為「創世龍」的歐瑪，但由於認清自己的處境，為了讓自己像「人」一樣終老死去，拒絕眾神讓他成神的提議，最終將自己的感觸記錄在魔法書籍裡，便在洞穴裡孤獨逝世。
過身後仍能藉由魔法和契約者傳話，幾百年後因為故居出現連結異世界與地球的門扉，讓兩個世界的時間線整合，由優夜繼承其遺留的房屋與武器等物件，優夜也在洞穴裡發現他的遺骸與魔法書籍，從其遺言體認建立人際羈絆和面對自我的重要性，同時透過傑諾維斯的魔法書籍承襲他的魔力迴路與學習運用魔法。小說第九卷因為優夜尋獲其在外星區域設置的神殿，將「契約手環」託付給優夜。在優夜被邪教團的魔法短暫穿越至過去的期間，幫助他進行訓練，提出將自己的所有財產饋贈給優夜的條件，與優夜締結靈魂契約兼推薦他協助天界對抗虛神。
兔子（聲：井上和彥）
現任「踢聖」與「耳聖」，種族為「踢腿兔」，傳授優夜踢擊技能的師父，與現任「劍聖」伊莉絲關係良好。由於持有兩個「聖」的稱號，因此同時也持有「二天聖」的稱號。個性冷靜且發言直接，能夠直接穿越優夜的異世界住宅結界。在優夜、奈特、阿卡兹基遭遇秘銀野豬時出面解危，看中優夜的潛能與資質，指名他為自己的後繼者，親自指導他修習踢擊。後來察覺優夜住處的結界非同一般水準，轉而要求優夜教牠使用魔法，成為教學相長的關係。經歷亞貝斯被消滅、阿梅爾星人與多拉貢星人的戰爭後，體認「聖」多半僅專注各自領域但忽略其他領域的重要性，偕同伊莉絲、歐帝斯傳授各自的技能給彼此，藉此精進實力。少數反對修「由聖管理全人類」的理念的聖。
歐帝斯
現任「魔聖」。精靈族的魔法翹楚。平常隱居在「天山」的山頂區域，為人不苟言笑，熱衷研究事物，十分崇拜賢者傑諾維斯。收有一對雙胞胎姊妹徒弟瑠莉與莉瑠。透過兔子的轉述，獲知優夜的存在與眾人「邪」作戰的經過，還有艾露璐懇求優夜等人對抗對抗多拉貢星人的局勢，同意兔子的請求帶領徒弟們支援優夜等人。阿梅爾星人與多拉貢星人的戰爭落幕後，與兔子、伊莉絲成為教學相長的關係。少數反對修「由聖管理全人類」的理念的聖。
阿榭爾·亞蘿
「弓聖」。傳授尤蒂弓箭技巧的師父，是個心地善良的女性，重視自己保護人類的使命，對尤蒂疼愛有加。後來因為「邪」的陰謀，遭「邪」煽動的人類殺害。
「斧聖」
擅用巨斧的男子，忠於「聖」的職責。在恩惠森林區域與「拳聖」交手敗北，死前留下「劍聖」會解決他的遺言。
吉爾伯特·費斯特
時任「拳聖」，擅用拳技的男子，個性好戰，桀敖不馴，與兔子互為競爭對手。原為前任「拳聖」的徒弟，在拜師不到一年便奪取師父的稱號，因為渴求和強大的對手交戰選擇成為「聖」，為求增強實力而接觸「邪」的力量，成為少數能駕馭「邪」力量的「聖」。對於「聖」的職責毫無興趣，但由於同時完全脫離「邪」的掌控，成為「邪」的肅清目標。殺害「斧聖」後，遇見並重傷兔子，試圖對優夜等人不利，但由於優夜借用「邪」的力量令實力提升，遭對方重創敗北。最終在逃跑時因為揚言要報復優夜，被恢復原本身形的歐瑪一口吃掉。
修·賽克連
現任「刀聖」，作武士風格打扮的男性。企圖成為神，在異世界發表「由聖管理全人類」的宣言。與優夜戰鬥時被史黛拉吸光「神力」後，被優夜以「無為的一擊」擊敗。
葛羅莉亞
現任「爪聖」，女性黑豹獸人。娣朵的師傅。少數反對修「由聖管理全人類」的理念的聖。
東
現任「音聖」，作吟遊詩人風格打扮的男性。認同修「由聖管理全人類」的理念，並企圖成為神。最後被史黛拉殺死。
雷歐·法賈得
現任「牙聖」，男性獅子獸人。認同修「由聖管理全人類」的理念，並企圖成為神。
塞拉斯·萊諾霍
現任「角聖」，男性鹿獸人。認同修「由聖管理全人類」的理念，並企圖成為神。

#### 邪陣營

##### 邪
骷瓦羅
外號「死神」的「邪」之一，外型是異色雙瞳的少年，說話語氣天真但個性殘酷。在優夜與伊莉絲交手的時候現身競技場，派遣洛努司與金對抗優夜，後來親自出手和優夜展開交戰，被優夜以祖父遺留具有驅魔作用的「天賜杖」結合洛努司的槍技「神穿」貫穿身軀而死，消逝前稱優夜與「邪」為一體的存在。
亞貝斯
「邪」之一，外型是容貌英俊的青年，將殺死骷瓦羅的優夜視為異樣存在。後吸收了其他的「邪」與「墮聖」，成為完全體。最後被不斷復活的奈特、阿卡茲基、希爾圍毆而死。
洛努司
擅用長槍的男子，原為「槍聖」，但後來投身「邪」陣營成為「墮聖」。在優夜與伊莉絲交手的時候現身競技場，與優夜展開交戰，結果被優夜習得其槍術招式，遭後者施展「神穿」擊中敗北。
金
擅用雙鐮刀的男子，原為「鐮聖」，但後來投身「邪」陣營成為「墮聖」。在優夜與伊莉絲交手的時候現身競技場，與兔子展開交戰，結果被兔子施展「三神步法」擊敗。
伊渥
幾百年前和傑諾維斯交戰、敗給後者的「邪」王。在亞貝斯被消滅後，經由邪教徒施展穿越時空的魔法，與優夜互相調換至各自的時空而引發混亂。後來被經由傑諾維斯訓練提升實力、傳送回來的優夜持劍砍成重傷，自身則在傳送回原本的時代後遭傑諾維斯斬殺。

#### 亞爾塞里亞王國
埃諾·馮·亞爾塞里亞（聲：大塚明夫）
亞爾塞里亞王國的國王，蕾克希雅與雷根的父親。十分溺愛女兒。持有名劍「斬劍古雷格」。因為獲知蕾克希雅遭遇危險時獲得他人解危，親自下令召見救了女兒的優夜，但由於聽聞蕾克希雅趕回王城途中曾借宿優夜的住處、加著優夜不諳國家習俗贈與「極樂被褥」給蕾克希雅而勃然大怒（原因是在該國家的風俗習慣中，未婚男女贈與寢具給對方，有著邀請對方同床共眠的暗示。），一度有意將優夜逐出國境，在遭遇大王子雷根命令部屬安排的刺殺事件中獲得優夜等人救援，轉而請求優夜為王國出力解決危機。事後聽從雷根的建言，將從雷根手裡收回的領地和住宅轉贈給優夜，同時賜與優夜「騎士爵」的稱號。
對於蕾克希雅要求前往優夜所在的地球留學感到驚訝，但被蕾克希雅以深入理解當地可獲得寶貴情報為由說服。
歐文（聲：寺杣昌紀）
亞爾塞里亞王國的將軍，兼任埃諾與蕾克希雅的護衛。忠於埃諾與蕾克希雅，經常負責規勸埃諾，對於蕾克希雅的奔放舉止傷透腦筋。因為優夜多度幫助王國解決危機而十分重視對方，也時常委託優夜協助處理王國裡的相關事件。
雷根（聲：木島隆一）
亞爾塞里亞王國的大王子，埃諾與王妃所生之子，蕾克希雅的異母兄長。為求權位機關算盡，但也有著明理的一面。多年前因為蕾克希雅的魔力失控，遭受波及重傷，導致傷勢痊癒後殘留被魔力影響、產生破壞事物的衝動，藉由自殘抑制破壞事物的意念，被父親埃諾單獨隔離至藏身處，對埃諾和蕾克希雅懷有恨意。試圖除掉兩者，不惜與黑暗公會串通策畫刺殺事件，但由於優夜等人支援埃諾與蕾克希雅而功敗垂成。事後被埃諾下令逮捕，道出自己和埃諾、蕾克希雅結怨的緣由，被優夜使用「復原草汁」治癒全身的創傷，獲得蕾克希雅赦免罪行並達成和解，轉而向埃諾諫言將自己被沒收的領地和住宅轉贈給優夜兼賜與後者「騎士爵」的稱號，以鞏固優夜和亞爾塞里亞王國的連結。
萊因哈特（聲：相馬康一）
亞爾塞里亞王國的商人公會會長，以100枚金幣的高價收購優夜從地球帶來的胡椒。
艾米莉亞（聲：菲魯茲·藍）
亞爾塞里亞王國的冒險者公會接待員，向加入公會的優夜和路娜說明公會規則，對於優夜的魔力強大至能讓檢測魔力程度的水晶爆裂感到驚訝。
格雷娜（聲：日笠陽子）
優夜在亞爾塞里亞王國的冒險者公會偶遇的女性冒險者，魔女，經常主動搭訕挑逗優夜，對他抱持興趣。在王都附近的森林遭暗殺變色龍襲擊，被優夜、路娜、奈特、阿卡茲基解救。
殿下（聲：美紅）
迷之兜帽男，策劃暗殺蕾克希雅。

#### 雷伽魯國
以盛行魔法研究聞名的國家。
歐爾吉斯
雷伽魯國的國王，為人謹慎，著眼大局。因為耳聞亞爾塞里亞王國大王子策畫刺殺國王的事件、「創世龍」現身亞爾塞里亞王國的傳聞，趁著會晤蕾克希雅時試探對方打聽消息，反而意外得知優夜的存在，為了見識優夜的實力和籌備建國百年慶典，安排「劍聖」出席御前武鬥賽，有意將女兒許配給優夜。為了對抗「邪」，將神樂坂舞召喚到異世界，見證優夜等人與「邪」交戰的實力，將優夜視為英雄。後來在伊莉絲的質問下坦承召喚聖女一事，允諾會補償神樂坂舞。體認「邪」的威脅程度而招集各國國王商討對抗「邪」的對策。
萊娜·杜·雷伽魯
雷伽魯國的公主，歐爾吉斯的女兒，特徵是金色長捲髮與金色雙眼。因為其美貌、才智、強勢性格而獲得國民愛戴，責任感強，同時具備魔法資質。為了幫助父親尋找對抗「邪」的人才，志願執行異世界召喚儀式。
羅伊
雷伽魯國的宰相。

#### 霍邁帝國
修雷曼
霍邁帝國的皇帝。與普遍存在於歧視亞人的貴族不同，本人對人類與人類以外的種族一視同仁，致力消除國內的種族歧視的風氣。太陽教的虔誠信徒。因無法忽視輿論壓力而把被「咒王冰靈」附身的芙蘿拉列為討伐對象，之後為了保護諾愛兒打算搶在強硬派之前逮捕對方。在「咒王冰靈」被消滅後委託蕾克希雅一行前往里昂希皇國成為其外甥女夏歐麗的家庭教師。
諾愛兒·弗利吉亞
霍邁帝國的首席魔法師，擅長製造魔導具。在姐姐芙蘿拉被「咒王冰靈」附身後為了尋找拯救姐姐的方法而逃離霍邁帝國。在逃離霍邁帝國途中被蕾克希雅一行所救。
芙蘿拉·弗利吉亞
諾愛兒的姐姐，霍邁帝國的次席魔法師。因被「咒王冰靈」附身而被帝國列為討伐對象。

#### 里昂希皇國
優麗
里昂希皇國的第三皇妃，修雷曼的妹妹、夏歐麗的母親。
夏歐麗
里昂希皇國的第二公主，四兄弟姊妹中的么女，優麗的女兒。
盧望
里昂希皇國的第一皇子，四兄弟姊妹中最年長的一員。
玥
里昂希皇國的第一公主，四兄弟姊妹中排行第二。
昴
里昂希皇國的第二皇子，四兄弟姊妹中排行第三。
龍傑
里昂希皇國的現任皇帝，夏歐麗的丈夫，盧望、玥、昴、夏歐麗的父親。年青時在霍邁帝國作客對身為霍邁帝國公主的優麗一見鍾情，當眾向她求婚。
芳嵐
里昂希皇國的開國女帝，憑藉強大的武力建立國家。深受百姓的愛戴。最終在芳華正茂的情況下香消玉殞。

#### 其他異世界相關者
娣朵（聲：水瀨祈）
女性貓獸人，「爪聖」葛羅莉亞的弟子。出身於霍邁帝國。
亞珥潔娜
小說第八卷登場，異世界星球的意識，能夠過心靈感應和指定對象溝通，會遴選「聖」對抗「邪」，但為了維持星球運作平衡而允許「邪」的存在。知曉所有發生在異世界星球上的事件，但無法感知其他星球的區域。過去曾經感知到優夜的祖父夜之助造訪異世界，故從優夜身上的氣息認出他和夜之助的關係。允許艾露璐採集該地區的能量結晶。在優夜一夥準備離開星球核心區域前，賜與優夜同時發揮「聖」和「邪」力量的星球祝福「聖邪開辟」。
虛龍
原本是司掌「聖」一方的「創世龍」，與司掌「邪」一方的歐瑪相對的存在。後來接受了虛神的力量成為虛神的先鋒。個性偏激。最後被邪教徒轉移到過去的優夜消滅，其存在也被消除。

### 多拉貢帝國
由擁有著半龍人般的外型、以強壯肉體和卓越技術聞名的外星種族「多拉貢星人」組成的外星文明國度。

#### 皇帝
多拉柯三世
多拉貢帝國的皇帝，擁有與完整的「邪」亞貝斯匹敵的實力。主導多拉貢帝國與阿梅爾星交戰，下令部屬攻打地球，後來在阿梅爾星與多拉貢帝國的的戰爭裡，被操控「偉大巨人」加持「聖王威」、「聖邪開辟」的優夜殺死。

#### 幹部
多蘭
多拉貢帝國第一部隊的部隊長。武器為籠手和足甲。由於武藝不如兔子，最後在阿梅爾星附近被兔子以腿技「墜星」所殺。
多拉多
多拉貢帝國第二部隊的部隊長。武器為巨劍。最後在被阿梅爾星附近被伊莉絲以劍技「天聖斬」斬殺。
多拉得
多拉貢帝國第三部隊的部隊長。武器為長槍。率領第三部隊侵略地球，卻被優夜以槍技「神穿」重創而敗退。敗退後改造了身體仍然不敵優夜，最後在阿梅爾星附近被優夜所殺。
多拉庫爾
多拉貢帝國第四部隊的部隊長。武器為巨斧。最後在阿梅爾星附近被發動技能「夜神狼的神威」的奈特一掌拍死。

### 阿梅爾星
高等外星文明，擁有遠勝於地球的高度科技。
瑪祿盧
阿梅爾星的總理，艾露璐的父親。在優夜等人協助阿梅爾星終結與多拉貢帝國的戰爭後，原有意將優夜等人留在星球參與為期十年的慶功會，由於艾露璐提醒優夜等人尚有各自的生活，轉而要求艾露璐取得優夜的遺傳因子為星球所用。

### 天界
拉娜愛爾
小說第十卷初登場，星球創造者「觀測者（神明）」的使者（天使）。個性冒失，對於傑諾維斯拒絕成神感到不解。優夜被短暫傳送至過去的期間，從優夜散發的氣息察覺他並非該時代世界的存在，為了請求傑諾維斯支援天界對抗虛神，同意傑諾維斯提出的條件，在虛龍落敗後幫助將優夜傳送回原本的時代，負責接引優夜等人前往天界參與討伐虛神的行動，與優夜等人成為朋友。事成後送別優夜等人。
迪婭
小說第十卷初登場，觀測者女性，同時是觀測者的領袖。因為天界面臨虛神帶來的威脅，請求被接引至天界的優夜參與討伐虛神的行動，幫助優夜等人適應天界事物兼傳授「神威」。事成後本有意讓優夜等人成神，但由於優夜等人體認凡身與成神的代價拒絕，決定尊重一行人的抉擇。
格恩
小說第十卷初登場，觀測者男性，擁有可以獨自應對三名「聖」的作戰實力，瞧不起傑諾維斯。起先對於天界向下位世界的人們求助對抗虛神不以為然，與伊莉絲、兔子、歐帝斯交手後，被同時開啟「魔裝」、「聖王威」、「聖邪開辟」的優夜擊敗，轉而引導優夜等人適應天界事物兼傳授「神威」。

### 冥界
靈冥
冥界的統治者。
一角
靈冥的親信，外表是有藍色皮膚，頭上長有一根角的鬼。
二角
靈冥的親信，外表是有紅色皮膚，頭上長有兩根角的鬼。

### 其他
胤
毀滅了平行世界的優夜所在的世界後並威脅其入侵地球的元兇。企圖透過毀滅眾多平行世界借此搜集大量存在力，從而創造出足以容納自己的新世界。最後在世界之間被優夜殺死。
貝塔
胤的部下。最後被冥子和史黛拉聯手殺死。

## 出版書籍

### 輕小說

#### 本傳
| 冊數 | Kadokawa       | Kadokawa               | 東立出版社                  | 東立出版社                                                  |
| 冊數 | 發售日期       | ISBN                   | 發售日期                    | ISBN/EAN                                                    |
| ---- | -------------- | ---------------------- | --------------------------- | ----------------------------------------------------------- |
| 1    | 2018年12月20日 | ISBN 9784040730233     | 2020年11月9日 2021年4月29日 | EAN 471-060-104-329-5（首刷附錄版） ISBN 978-957-265-879-6  |
| 2    | 2019年4月20日  | ISBN 9784040730240     | 2021年2月1日                | ISBN 978-957-266-359-2                                      |
| 3    | 2019年8月20日  | ISBN 9784040733043     | 2021年6月23日               | ISBN 978-957-266-891-7                                      |
| 4    | 2019年12月20日 | ISBN 9784040733050     | 2021年8月13日               | ISBN 978-957-267-371-3（首刷附錄版）                        |
| 5    | 2020年4月17日  | ISBN 9784040736327     | 2021年12月20日              | ISBN 978-957-268-232-6（首刷附錄版）                        |
| 6    | 2020年8月20日  | ISBN 9784040736334     | 2022年4月1日                | ISBN 978-957-268-594-5（首刷附錄版）                        |
| 7    | 2020年12月19日 | ISBN 9784040739175     | 2022年5月23日 2022年5月30日 | ISBN 978-957-269-171-7（首刷附錄版） ISBN 978-957-269-170-0 |
| 8    | 2021年5月20日  | ISBN 9784040739182     | 2022年9月1日                | ISBN 978-957-269-784-9（首刷附錄版）                        |
| 9    | 2021年10月20日 | ISBN 9784040742489     | 2022年10月3日               | ISBN 978-626-718-647-3（首刷附錄版）                        |
| 10   | 2022年3月19日  | ISBN 9784040742496     | 2023年2月2日                | ISBN 978-626-347-517-5（首刷附錄版）                        |
| 11   | 2022年8月20日  | ISBN 9784040745763     | 2023年5月4日                | ISBN 978-626-360-335-6（首刷附錄版）                        |
| 12   | 2022年12月20日 | ISBN 9784040745770     | 2023年6月26日               | ISBN 978-626-360-900-6（首刷附錄版）                        |
| 13   | 2023年3月17日  | ISBN 9784040749204     | 2023年11月2日               | ISBN 978-626-372-654-3（首刷附錄版）                        |
| 14   | 2023年6月20日  | ISBN 9784040750163     | 2024年2月19日               | ISBN 978-626-020-112-8                                      |
| 15   | 2024年2月20日  | ISBN 978-4-04-075300-3 | 2024年11月11日              | ISBN 978-626-021-689-4                                      |
| 16   | 2024年7月20日  | ISBN 978-4-04-075497-0 | 2025年6月12日               | ISBN 978-626-023-644-1                                      |
| 17   | 2024年12月20日 | ISBN 978-4-04-075729-2 |                             |                                                             |
| 18   | 2025年5月20日  | ISBN 978-4-04-075888-6 |                             |                                                             |

#### 外傳：Girls' Side
在異世界獲得超強能力的我，在現實世界照樣無敵 GIRLS SIDE～綺麗少女們的冒險使世界為之一變～
| 冊數 | Kadokawa       | Kadokawa               | 東立出版社     | 東立出版社                           |
| 冊數 | 發售日期       | ISBN                   | 發售日期       | ISBN/EAN                             |
| ---- | -------------- | ---------------------- | -------------- | ------------------------------------ |
| 1    | 2022年12月20日 | ISBN 978-4-04-074769-9 | 2023年12月11日 | ISBN 978-626-020-111-1（首刷附錄版） |
| 2    | 2023年3月17日  | ISBN 978-4-04-074921-1 | 2024年6月20日  | ISBN 978-626-021-496-8（首刷附錄版） |
| 3    | 2023年9月20日  | ISBN 978-4-04-075055-2 | 2025年2月13日  | ISBN 978-626-022-736-4               |
| 4    | 2024年1月19日  | ISBN 978-4-04-075301-0 |                |                                      |
| 5    | 2024年5月17日  | ISBN 978-4-04-075449-9 |                |                                      |

### 漫畫
| 冊數 | Kadokawa       | Kadokawa               | 東立出版社    | 東立出版社             |
| 冊數 | 發售日期       | ISBN                   | 發售日期      | ISBN                   |
| ---- | -------------- | ---------------------- | ------------- | ---------------------- |
| 1    | 2020年8月26日  | ISBN 978-4-04-913364-6 | 2022年6月29日 | ISBN 978-957-266841-2  |
| 2    | 2021年5月27日  | ISBN 978-4-04-913819-1 | 2024年3月1日  | ISBN 978-626-360-184-0 |
| 3    | 2022年3月10日  | ISBN 978-4-04-914299-0 |               |                        |
| 4    | 2022年12月26日 | ISBN 978-4-04-914778-0 |               |                        |
| 5    | 2023年8月25日  | ISBN 978-4-04-915225-8 |               |                        |
| 6    | 2024年7月26日  | ISBN 978-4-04-915823-6 |               |                        |

## 電視動畫
2022年8月19日，宣佈將獲改編為電視動畫。11月17日，宣佈電視動畫定於2023年4月首播，並公開主視覺圖、前導宣傳片、主要聲優及製作人員陣容。動畫製作公司是Millepensee。改編電視動畫由Millepensee製作，於2023年4月6日在日本播出；網路則提早三天，於4月3日至6月28日播放。第13集（最終回）由於製作相關因素，播出時間將從6月26日深夜改為6月28日深夜。

### 主題曲
片头曲
主唱：，作词、作曲：，编曲：、广泽优也
片尾曲「蜂蜜」
主唱：菅止戈男，作词、作曲：菅止戈男，编曲：钓俊辅

### 各話列表
| 話數   | 日文標題 | 中文標題     | 劇本            | 分鏡                     | 演出              | 作畫監督                                                                             | 總作畫監督      | 首播日期      |
| ------ | -------- | ------------ | --------------- | ------------------------ | ----------------- | ------------------------------------------------------------------------------------ | --------------- | ------------- |
| 第1話  |          | 前往異世界   | 板垣伸          | 田邊慎吾                 | 田邊慎吾          | 木村博美                                                                             | 不適用          | 2023年 4月3日 |
| 第2話  |          | 王星学院     | 竹田裕一郎      | 田边慎吾                 | 泽田和辉          | 升谷有希                                                                             | 木村博美 板垣伸 | 4月10日       |
| 第3話  |          | 人生的變化   | 日色如夏        | 日色如夏                 | 日色如夏          | 吉田智裕、八田典子                                                                   | 不適用          | 4月17日       |
| 第4話  |          | 勇氣的一步   | 佐佐藤          | 板垣伸                   | 鈴木清崇 大島由葵 | 埼玉憲人、小島慶祐                                                                   | 木村博美 板垣伸 | 4月24日       |
| 第5話  |          | 新的家人     | 田邊慎吾        | 田邊慎吾                 | 田邊慎吾          | 升谷有希                                                                             | 木村博美 板垣伸 | 5月1日        |
| 第6話  |          | 賢者與魔法   | 筆安一幸        | 吉田智裕                 | 吉田智裕          | 吉田智裕                                                                             | 木村博美 板垣伸 | 5月8日        |
| 第7話  |          | 森林中的邂逅 | 竹田裕一郎      | 田邊慎吾                 | 澤田和輝          | 八田典子                                                                             | 木村博美 板垣伸 | 5月15日       |
| 第8話  |          | 校外教學     | 長谷川千夏      | 長谷川千夏               | 長谷川千夏        | 鹽澤樞                                                                               | 木村博美 板垣伸 | 5月22日       |
| 第9話  |          | 公主與暗殺者 | 田邊慎吾        | 田邊慎吾                 | 田邊慎吾          | 木村博美、吉田智裕                                                                   | 木村博美 板垣伸 | 5月29日       |
| 第10話 |          | 師父與弟子   | 板垣伸 日色如夏 | 板垣伸 田邊慎吾 日色如夏 | 澤田和輝 田邊慎吾 | 吉田智裕、木村博美、板垣伸                                                           | 木村博美 板垣伸 | 6月5日        |
| 第11話 |          | 朝王都出發   | 板垣伸          | 田邊慎吾                 | 後藤康德          | 平山紗也、本多惠美                                                                   | 木村博美 板垣伸 | 6月12日       |
| 第12話 |          | 神秘的襲擊者 | 板垣伸          | 田邊慎吾、板垣伸         | 澤田和輝          | 吉田智裕、八田典子、百代 本多惠美、埼玉憲人、大島由葵 平山紗也、豬野涼子、後藤圭佑   | 木村博美 板垣伸 | 6月19日       |
| 第13話 |          | 優夜與佳織   | 板垣伸          | 田邊慎吾、板垣伸         | 田邊慎吾          | 木村博美、板垣伸、くるせる 埼玉憲人、大島由葵、豬野涼子 後藤圭佑、本多恵美、平山紗也 | 不適用          | 6月28日       |

### 播映平台
| 播映國家、地區   | 播映平台              | 播映日期              | 播映時間              |
| ---------------- | --------------------- | --------------------- | --------------------- |
| 臺灣             | 巴哈姆特動畫瘋        | 2023年4月4日－6月28日 | 星期二 00:00（UTC+8） |
| 臺灣             | 中華電信MOD           | 2023年4月4日－6月28日 | 星期二 00:00（UTC+8） |
| 臺灣             | Hami Video            | 2023年4月4日－6月28日 | 星期二 00:00（UTC+8） |
| 臺灣             | LiTV 線上影視         | 2023年4月4日－6月28日 | 星期二 00:00（UTC+8） |
| 臺灣             | MyVideo               | 2023年4月4日－6月28日 | 星期二 00:00（UTC+8） |
| 臺灣             | KKTV                  | 2023年4月4日－6月28日 | 星期二 00:00（UTC+8） |
| 臺灣             | LINE TV               | 2023年4月4日－6月28日 | 星期二 00:00（UTC+8） |
| 臺灣             | Yahoo TV              | 2023年4月4日－6月28日 | 星期二 00:00（UTC+8） |
| 臺灣             | 遠傳friDay影音        | 2023年4月4日－6月28日 | 星期二 00:00（UTC+8） |
| 臺灣             | bbTV                  | 2023年4月4日－6月28日 | 星期二 00:00（UTC+8） |
| 臺灣             | 愛奇藝                | 2023年4月4日－6月28日 | 星期二 00:00（UTC+8） |
| 臺灣             | CATCHPLAY+            | 2023年4月4日－6月28日 | 星期二 00:00（UTC+8） |
| 臺灣             | 木棉花臺灣YouTube頻道 | 2023年4月4日－6月28日 | 星期二 00:00（UTC+8） |
| 香港、澳門       | 木棉花香港YouTube頻道 | 2023年4月4日－6月28日 | 星期二 00:00（UTC+8） |
| 香港、澳門、臺灣 | bilibili              | 2023年4月4日－6月28日 | 星期二 00:00（UTC+8） |

## 外部連結
- 小說官方網站（日語）
- 漫畫官方網站（日語）
- 電視動畫的X（前Twitter）（日語）